# Espérance Sportive Troyes Aube Champagne
L'Espérance Sportive Troyes Aube Champagne, noto anche come ESTAC o Troyes (AFI: /tʁwa/), è una società calcistica francese con sede nella città di Troyes. Milita nel Ligue 2, la seconda serie del campionato francese di calcio. È stato fondato il 27 giugno 1986, rappresenta il terzo club di calcio professionistico nella storia della città, dopo le precedenti esperienze dell'AS Troyes-Savinienne e del Troyes Aube Football. Nel 2001 vinse la Coppa Intertoto, battendo in finale il Newcastle United grazie alla regola dei gol fuori casa.

## Storia
Nel 1986 Maurice Cacciaguerra, in collaborazione con Angel Masoni, fondò l'Association Troyes Aube Champagne (ATAC) con il preciso scopo di riportare a Troyes una squadra di calcio con status professionistico dopo la dissoluzione del Troyes Aube Football. La neonata società, inserita in Division d'Honneur, vinse nel 1987 il campionato nella sua stagione d'esordio, venendo promossa in 4ª divisione. Dopo 3 stagioni, grazie al primo posto ottenuto in 4ª divisione nel 1990, salì in 3ª divisione. Nonostante le buone prestazioni espresse nelle successive 3 stagioni, il club non riuscì ad ottenere la promozione in 2ª divisione. A seguito della riforma dei campionati calcistici francesi del 1993, il Troyes venne trasferito nella neonata Nationale 2 (ovvero il quarto livello). Il nuovo presidente Angel Masoni ingaggiò Alain Perrin per la direzione tecnica della squadra; grazie alla sua guida, durata dal 1993 al 2002, il Troyes poté scalare velocemente le gerarchie del calcio francese. Nel 1994 la squadra vinse in Nationale 2, venendo quindi promossa in Nationale 1. Dopo il 10º posto del 1995, il Troyes si classificò al 2º posto nella stagione 1995-1996, salendo in Division 2. Nella sua prima stagione in tale serie rischiò la retrocessione (avendo concluso il campionato al 20º posto), ma venne ripescata per via dei dissesti finanziari del FC Perpignan e del FCO Charleville. Le successive 2 stagioni furono invece più gratificanti: il club, dopo il 5º posto ottenuto nella stagione 1997-1998, grazie al contributo di diversi calciatori, tra cui Frédéric Adam, Richard Jeziersky, David Hamed, Samuel Boutal, Slađan Đukić e Mohammed Bradja, si piazzò nella stagione 1998-1999 al 3º posto, che gli valse la storica promozione in Division 1, a 21 anni di distanza dall'ultima volta in cui una squadra di Troyes (nella fattispecie il Troyes Aube Football) prese parte al massimo campionato francese.
Nella sua prima stagione in Division 1 (ovvero la Division 1 1999-2000) il club terminò in 14ª posizione, scongiurando la retrocessione; al termine del campionato fu costretto a modificare la denominazione societaria da ATAC ad ESTAC (acronimo di Espérance Sportive Troyes Aube Champagne) a causa di un ricorso portato avanti dall'omonima catena di supermercati Atac. Nella stagione 2000-2001 ottenne il 7º posto in classifica, che gli valse l'accesso alla Coppa Intertoto, in cui risultò tra le vincitrici dell'edizione del 2001: grazie a calciatori come Jérôme Rothen, Rafik Saïfi, Tony Heurtebis, Fabio Celestini e Nicolas Goussé, sconfisse il Newcastle United nel ritorno della finale disputato in trasferta al St James' Park, che terminò 4-4 (il match d'andata era terminato 0-0), beneficiando pertanto della regola dei gol fuori casa e qualificandosi alla Coppa UEFA 2001-2002. In quest'ultima competizione, però, non riuscì ad andare oltre il secondo turno di qualificazione: dopo aver battuto nel primo turno gli slovacchi del MFK Ruzomberok, vennero eliminati dal Leeds United.
Anche nella stagione 2001-2002 il Troyes finì settimo in campionato, partecipando nuovamente alla Coppa Intertoto. Nell'edizione del 2002, però, le cose andarono diversamente: in semifinale, infatti, la squadra aveva battuto sul campo il Villareal, pareggiando 0-0 all'andata e vincendo 2-1 al ritorno, ma avendo schierato un calciatore squalificato (ovvero David Vairelles), l'UEFA estromise il Troyes dal torneo, assegnando al Villareal la vittoria per 3-0 a tavolino. L'esonero a gennaio dell'allenatore Jacky Bonnevay, a cui subentrò Faruk Hadžibegić non aiutò a salvare la stagione 2002-2003 del Troyes, che con l'ultimo posto in Ligue 1 venne retrocesso in Ligue 2.
Nel 2004, grazie all'intervento del nuovo presidente Thierry Gomez, che evitò la bancarotta del club, il Troyes finì 10º in campionato. Per la stagione 2004-2005 venne ingaggiato come allenatore Jean-Marc Furlan, reduce dai lusinghieri risultati conseguiti in Coppa di Francia alla guida del club dilettantistico del Libourne-Saint-Seurin; grazie a lui e alle prestazioni di due giovani attaccanti in prestito, Sébastien Grax dal Monaco and Bafétimbi Gomis, il club si assicurò con il 3º posto finale la promozione in Ligue 1. Dopo una tranquilla salvezza nella stagione 2005-2006, il Troyes cadde nuovamente in Ligue 2 nella stagione 2006-2007, terminando in 18ª posizione; dopo la fine del campionato, Furlan abbandonò la panchina del Troyes e il suo posto venne rilevato da Denis Troch, ma dopo aver fallito l'obiettivo del ritorno in Ligue 1 (nonostante la squadra fosse nelle prime 3 posizioni per buona parte del campionato), venne esonerato al termine della stagione 2007-2008. Il suo successore, Ludovic Batelli, fu esonerato nell'aprile del 2009 e la squadra venne affidata ad interim a Claude Robin, che non riuscì ad evitare la retrocessione del Troyes nello Championnat National.
Con il club ancora una volta in difficoltà economiche, Thierry Gomez lasciò la presidenza del Troyes a Daniel Masoni, figlio dell'ex presidente Angel Masoni, che affidò la panchina a Patrick Rémy, il quale riportò la squadra in Ligue 2 nel 2010 grazie al 3º posto nello Championnat National. Ciononostante, a seguito di un'incomprensione col presidente, Remy abbandonò il club e di conseguenza Jean-Marc Furlan ritornò ad allenare il Troyes, che riuscì a salvarsi in Ligue nella stagione 2010-2011, terminando al 16º posto.
Nella stagione 2011-2012, dopo una partenza in sordina, il Troyes salì nuovamente in Ligue 1 dopo 5 anni grazie alle vittorie cruciali nelle ultime giornate di campionato contro il Monaco, il Sedan (con un goal all'ultimo minuto di Djibril Sidibé) e il Clermont Foot 63. La permanenza in massima serie, però, durò solo un anno: al termine della stagione 2012-2013, infatti, la squadra si piazzò al 19º posto, ripiombando ancora una volta in Ligue 2.
Nel 2015 il Troyes ha vinto il campionato di Ligue 2, ritornando quindi in Ligue 1, ma la stagione 2015-2016 si è rivelata disastrosa per il club, che si classificò all'ultimo posto (con conseguente retrocessione), con sole 3 vittorie all'attivo in campionato ed una sonora sconfitta per 9-0 contro il Paris Saint-Germain. Un'ulteriore ascesa e ricaduta si è ripetuta tra il 2017 e il 2018: il Troyes, neopromosso in Ligue 1 per via della vittoria ai danni del Lorient nello spareggio promozione/retrocessione della stagione 2016-2017, non è andato oltre il 19º posto finale.
Nella stagione 2018-2019 il Troyes si è classificato al 3º posto in Ligue 2, accedendo per tale motivo ai playoff per la promozione in Ligue 1, dove è stato eliminato in semifinale dal Lens per 2-1 ai tempi supplementari.
Il 3 settembre 2020 il City Football Group ha annunciato di aver acquisito la quota di maggioranza del Troyes.. La prima stagione sotto l'egida della nuova proprietà coincide con il ritorno nella massima serie francese. Nel 2022-2023 invece arriva con largo anticipo la retrocessione in Ligue 2, seguita da un'immediata retrocessione in terza serie, categoria in cui la squadra non militava dal 2010.
La società, tuttavia, evita la seconda retrocessione consecutiva in quanto "ripescata" a seguito della mancata ammissione alla Ligue 2 del FC des Girondins de Bordeaux per fallimento.

## Presidenti
- Maurice Cacciaguerra (1986-1990)
- Michel Santier (1990-1993)
- Angel Masoni (1993-1995)
- Daniel Vacelet (1995-2004)
- Thierry Gomez (2004-2009)
- Daniel Masoni (2009-in carica)

## Allenatori
- Bernard Deferrez (1986-1988)
- Pierre Flamion (1988)
- Jean-Louis Coustillet (1988-1992)
- Patrick Aussems (1992)
- Pierre Flamion (1993)
- Alain Perrin (1993-2002)
- Jacky Bonnevay (2002)
- Serge Romano (2002)
- Faruk Hadžibegić (2002-2004)
- Jean-Marc Furlan (2004-2007)
- Denis Troch (2007-2008)
- Ludovic Batelli (2008-2009)
- Claude Robin (2009)
- Patrick Remy (2009-2010)
- Jean-Marc Furlan (2010-2015)
- Claude Robin (2015-2016)
- Mohammed Bradja (2016)
- Jean-Louis Garcia (2016-2018)
- Rui Almeida (2018-2019)
- Laurent Batlles (2019-2021)
- Erick Mombaerts (2021 Ad Interim)
- Bruno Irles (2021-2022)
- Patrick Kisnorbo (2022-2023)
- David Guion (2023-2024)
- Stéphane Dumont (2024-in corso)

## Palmarès

### Competizioni nazionali
- Campionato francese di seconda divisione: 2

2014-2015, 2020-2021

### Competizioni internazionali
- Coppa Intertoto UEFA: 1  (record francese a pari merito con Bordeaux, Strasburgo, Guingamp, Auxerre, Bastia, Lione, Montpellier, Paris Saint-Germain, Lilla, Marsiglia e Lens)

2001

### Competizioni giovanili
- Coppa Gambardella: 2

1956, 2018

## Statistiche e record

### Statistiche nelle competizioni UEFA
Tabella aggiornata alla fine della stagione 2018-2019.
| Competizione                  | Partecipazioni | G  | V | N | P | RF | RS |
| ----------------------------- | -------------- | -- | - | - | - | -- | -- |
| Coppa UEFA/UEFA Europa League | 1              | 4  | 2 | 0 | 2 | 11 | 8  |
| Coppa Intertoto               | 2              | 12 | 6 | 5 | 1 | 19 | 11 |

## Organico

### Rosa 2024-2025
| N. |                           | Ruolo | Calciatore                |
| -- | ------------------------- | ----- | ------------------------- |
| 1  | Francia (bandiera)        | P     | Zacharie Boucher          |
| 4  | Costa d'Avorio (bandiera) | D     | Junior Diaz               |
| 5  | Algeria (bandiera)        | D     | Mehdi Tahrat              |
| 6  | Francia (bandiera)        | D     | Adrien Monfray (capitano) |
| 7  | Francia (bandiera)        | C     | Xavier Chavalerin         |
| 8  | Senegal (bandiera)        | C     | Mouhamed Diop             |
| 9  | Francia (bandiera)        | A     | Mounaïm El Idrissy        |
| 10 | Comore (bandiera)         | C     | Youssouf M'Changama       |
| 11 | Comore (bandiera)         | C     | Rafiki Saïd               |
| 12 | Francia (bandiera)        | A     | Nicolas de Préville       |
| 14 | Comore (bandiera)         | D     | Ismaël Boura              |
| 15 | Costa d'Avorio (bandiera) | A     | Jaurès Assoumou           |
| 16 | Francia (bandiera)        | P     | Nicolas Lemaître          |

| N. |                           | Ruolo | Calciatore           |
| -- | ------------------------- | ----- | -------------------- |
| 17 | Guinea-Bissau (bandiera)  | D     | Houboulang Mendes    |
| 18 | Francia (bandiera)        | D     | Thierno Baldé        |
| 20 | Francia (bandiera)        | C     | Renaud Ripart        |
| 21 | Burkina Faso (bandiera)   | A     | Cyriaque Irié        |
| 22 | Francia (bandiera)        | D     | Mathis Hamdi         |
| 23 | Italia (bandiera)         | D     | Paolo Gozzi          |
| 24 | Francia (bandiera)        | C     | Martin Adeline       |
| 25 | Mauritania (bandiera)     | A     | Pape Ibnou Ba        |
| 26 | Francia (bandiera)        | C     | Alexandre Phliponeau |
| 27 | Francia (bandiera)        | C     | Kyliane Dong         |
| 30 | Belgio (bandiera)         | P     | Corentin Michel      |
| 42 | Costa d'Avorio (bandiera) | C     | Abdoulaye Kanté      |

### Rosa 2023-2024
| N. |                         | Ruolo | Calciatore          |
| -- | ----------------------- | ----- | ------------------- |
| 1  | Belgio (bandiera)       | P     | Corentin Michel     |
| 3  | Senegal (bandiera)      | D     | Abdoulaye Ndiaye    |
| 4  | Ghana (bandiera)        | D     | Emmanuel Ntim       |
| 5  | Algeria (bandiera)      | D     | Mehdi Tahrat        |
| 7  | Burkina Faso (bandiera) | C     | Mamady Bangré       |
| 8  | Comore (bandiera)       | D     | Ismaël Boura        |
| 10 | Comore (bandiera)       | C     | Youssouf M'Changama |
| 11 | Comore (bandiera)       | C     | Rafiki Saïd         |
| 12 | Portogallo (bandiera)   | D     | Abdu Conté          |
| 14 | Francia (bandiera)      | A     | Simon Elisor        |
| 15 | Croazia (bandiera)      | C     | Ante Palaversa      |
| 16 | Francia (bandiera)      | P     | Nicolas Lemaître    |
| 17 | Francia (bandiera)      | A     | Nicolas de Préville |
| 18 | Francia (bandiera)      | D     | Thierno Baldé       |
| 19 | Danimarca (bandiera)    | D     | Andreas Bruus       |

| N. |                           | Ruolo | Calciatore        |
| -- | ------------------------- | ----- | ----------------- |
| 20 | Francia (bandiera)        | C     | Renaud Ripart     |
| 21 | Serbia (bandiera)         | C     | Luka Ilić         |
| 22 | Francia (bandiera)        | D     | Tanguy Zoukrou    |
| 23 | Benin (bandiera)          | C     | Junior Olaitan    |
| 24 | Francia (bandiera)        | C     | Xavier Chavalerin |
| 25 | Francia (bandiera)        | C     | Martin Adeline    |
| 27 | Francia (bandiera)        | C     | Kyliane Dong      |
| 28 | Senegal (bandiera)        | C     | Mouhamed Diop     |
| 30 | Francia (bandiera)        | P     | Zacharie Boucher  |
| 31 | Camerun (bandiera)        | C     | Danel Dongmo      |
| 32 | Francia (bandiera)        | D     | Mathis Hamdi      |
| 37 | Francia (bandiera)        | D     | Eric N'Jo         |
| 40 | Mali (bandiera)           | C     | Jaurès Assoumou   |
| 42 | Costa d'Avorio (bandiera) | C     | Abdoulaye Kanté   |
|    | Francia (bandiera)        | D     | Rudy Kohon        |

### Rosa 2022-2023
| N. |                            | Ruolo | Calciatore        |
| -- | -------------------------- | ----- | ----------------- |
| 1  | Polonia (bandiera)         | P     | Mateusz Lis       |
| 2  | Ecuador (bandiera)         | D     | Jackson Porozo    |
| 4  | Stati Uniti (bandiera)     | D     | Erik Palmer-Brown |
| 6  | Mali (bandiera)            | C     | Rominigue Kouamé  |
| 7  | Guinea-Bissau (bandiera)   | A     | Mama Baldé        |
| 8  | Francia (bandiera)         | C     | Lucien Agoumé     |
| 9  | Canada (bandiera)          | A     | Ike Ugbo          |
| 10 | Francia (bandiera)         | C     | Florian Tardieu   |
| 11 | Portogallo (bandiera)      | A     | Rony Lopes        |
| 12 | Portogallo (bandiera)      | D     | Abdu Conté        |
| 14 | Francia (bandiera)         | C     | Dylan Chambost    |
| 15 | Croazia (bandiera)         | C     | Ante Palaversa    |
| 16 | Francia (bandiera)         | C     | Alexis Tibidi     |
| 17 | Guyana francese (bandiera) | D     | Yoann Salmier     |
| 18 | Francia (bandiera)         | D     | Thierno Baldé     |

| N. |                        | Ruolo | Calciatore          |
| -- | ---------------------- | ----- | ------------------- |
| 19 | Danimarca (bandiera)   | D     | Andreas Bruus       |
| 20 | Francia (bandiera)     | C     | Renaud Ripart       |
| 21 | Colombia (bandiera)    | C     | Marlos Moreno       |
| 22 | Francia (bandiera)     | D     | Tanguy Zoukrou      |
| 23 | Francia (bandiera)     | D     | Adil Rami           |
| 24 | Francia (bandiera)     | C     | Xavier Chavalerin   |
| 25 | Francia (bandiera)     | C     | Jeff Reine-Adélaïde |
| 26 | Senegal (bandiera)     | C     | Pape Ndiaga Yade    |
| 29 | Colombia (bandiera)    | A     | Marlos Moreno       |
| 30 | Francia (bandiera)     | P     | Gauthier Gallon     |
| 37 | Francia (bandiera)     | D     | Eric N'Jo           |
| 39 | Francia (bandiera)     | D     | Yasser Larouci      |
| 40 | Francia (bandiera)     | P     | Jessy Moulin        |
| 44 | Inghilterra (bandiera) | C     | Levi Lumeka         |

### Rosa 2020-2021
| N. |                          | Ruolo | Calciatore        |
| -- | ------------------------ | ----- | ----------------- |
| 1  | Francia (bandiera)       | P     | Ryan Bouallak     |
| 3  | Francia (bandiera)       | C     | Kemehlo Nguena    |
| 4  | Francia (bandiera)       | D     | Mahamadou Dembélé |
| 5  | Francia (bandiera)       | C     | Tristan Dingomé   |
| 6  | Mali (bandiera)          | C     | Rominigue Kouamé  |
| 7  | Tunisia (bandiera)       | A     | Yoann Touzghar    |
| 8  | Francia (bandiera)       | D     | Jimmy Giraudon    |
| 9  | Corea del Sud (bandiera) | A     | Suk Hyun-jun      |
| 10 | Francia (bandiera)       | C     | Florian Tardieu   |
| 11 | Francia (bandiera)       | A     | Lenny Pintor      |
| 12 | Inghilterra (bandiera)   | A     | Levi Lumeka       |
| 13 | Francia (bandiera)       | D     | Gabriel Mutombo   |
| 14 | Francia (bandiera)       | C     | Dylan Chambost    |
| 16 | Francia (bandiera)       | P     | Sébastien Renot   |

| N. |                            | Ruolo | Calciatore        |
| -- | -------------------------- | ----- | ----------------- |
| 17 | Guyana francese (bandiera) | D     | Yoann Salmier     |
| 18 | Francia (bandiera)         | C     | Calvin Bombo      |
| 19 | Marocco (bandiera)         | D     | Oualid El Hajjam  |
| 20 | Portogallo (bandiera)      | C     | Rui Pires         |
| 21 | Rep. del Congo (bandiera)  | C     | Eden Massouema    |
| 22 | Francia (bandiera)         | D     | Benrandy Abdallah |
| 23 | Francia (bandiera)         | C     | Stone Mambo       |
| 24 | Francia (bandiera)         | C     | Alimami Gory      |
| 25 | Francia (bandiera)         | D     | Terence Baya      |
| 27 | Francia (bandiera)         | C     | Brandon Dominguès |
| 28 | Francia (bandiera)         | C     | Maxime Barthelmé  |
| 29 | Francia (bandiera)         | C     | Karim Azamoum     |
| 30 | Francia (bandiera)         | P     | Gauthier Gallon   |

### Rosa 2019-2020
| N. |                            | Ruolo | Calciatore        |
| -- | -------------------------- | ----- | ----------------- |
| 1  | Francia (bandiera)         | P     | Ryan Bouallak     |
| 4  | Francia (bandiera)         | D     | Mahamadou Dembélé |
| 6  | Mali (bandiera)            | C     | Rominigue Kouamé  |
| 7  | Tunisia (bandiera)         | A     | Yoann Touzghar    |
| 8  | Francia (bandiera)         | D     | Jimmy Giraudon    |
| 9  | Corea del Sud (bandiera)   | A     | Suk Hyun-jun      |
| 10 | Francia (bandiera)         | C     | Florian Tardieu   |
| 12 | Inghilterra (bandiera)     | A     | Levi Lumeka       |
| 13 | Francia (bandiera)         | D     | Gabriel Mutombo   |
| 14 | Francia (bandiera)         | C     | Dylan Chambost    |
| 15 | Madagascar (bandiera)      | C     | Rayan Raveloson   |
| 16 | Francia (bandiera)         | P     | Sébastien Renot   |
| 17 | Guyana francese (bandiera) | D     | Yoann Salmier     |

| N. |                           | Ruolo | Calciatore        |
| -- | ------------------------- | ----- | ----------------- |
| 18 | Francia (bandiera)        | C     | Calvin Bombo      |
| 19 | Marocco (bandiera)        | D     | Oualid El Hajjam  |
| 20 | Portogallo (bandiera)     | C     | Rui Pires         |
| 21 | Francia (bandiera)        | C     | Eden Massouema    |
| 23 | RD del Congo (bandiera)   | C     | Stone Mambo       |
| 25 | Francia (bandiera)        | D     | Terence Baya      |
| 26 | Rep. del Congo (bandiera) | A     | Dylan Saint-Louis |
| 27 | Francia (bandiera)        | C     | Brandon Dominguès |
| 28 | Francia (bandiera)        | C     | Maxime Barthelmé  |
| 29 | Senegal (bandiera)        | A     | Pape Meïssa Ba    |
| 30 | Francia (bandiera)        | P     | Gauthier Gallon   |
| 32 | Francia (bandiera)        | A     | Adel Berkane      |

### Rosa 2018-2019
| N. |                           | Ruolo | Calciatore          |
| -- | ------------------------- | ----- | ------------------- |
| 1  | Francia (bandiera)        | P     | Alexandre Letellier |
| 3  | Francia (bandiera)        | D     | Bakary Sissoko      |
| 4  | Venezuela (bandiera)      | D     | Oswaldo Vizcarrondo |
| 5  | Rep. del Congo (bandiera) | D     | Randi Goteni        |
| 6  | Algeria (bandiera)        | C     | Ahmed Kashi         |
| 7  | Benin (bandiera)          | D     | Jonathan Tinhan     |
| 8  | Francia (bandiera)        | C     | Stéphane Darbion    |
| 9  | Guinea (bandiera)         | A     | Demba Camara        |
| 10 | Francia (bandiera)        | C     | Benjamin Nivet      |
| 11 | Francia (bandiera)        | C     | Bryan Pelé          |
| 12 | Francia (bandiera)        | C     | Warren Tchimbembé   |
| 13 | Martinica (bandiera)      | A     | Kévin Fortuné       |
| 14 | Tunisia (bandiera)        | A     | Yoann Touzghar      |
| 15 | Madagascar (bandiera)     | C     | Rayan Raveloson     |
| 17 | Gabon (bandiera)          | D     | Johann Obiang       |
| 18 | Tunisia (bandiera)        | C     | Chaouki Ben Saada   |

| N. |                            | Ruolo | Calciatore                  |
| -- | -------------------------- | ----- | --------------------------- |
| 19 | Francia (bandiera)         | C     | Bryan Mbeumo                |
| 20 | Benin (bandiera)           | D     | Jérémy Cordoval             |
| 21 | Guyana francese (bandiera) | D     | Yoann Salmier               |
| 22 | Francia (bandiera)         | D     | Mory Koné                   |
| 23 | Portogallo (bandiera)      | D     | Yohan Tavares               |
| 24 | Francia (bandiera)         | D     | Jimmy Giraudon              |
| 25 | Francia (bandiera)         | A     | Mamadou Sissako             |
| 26 | Portogallo (bandiera)      | C     | Claude Gonçalves            |
| 28 | Francia (bandiera)         | C     | Jason Berthomier            |
| 29 | Francia (bandiera)         | D     | Khamis Digol                |
| 30 | Francia (bandiera)         | P     | Mamadou Samassa             |
| 31 | Francia (bandiera)         | C     | Vincent Marcel              |
| 33 | Francia (bandiera)         | D     | Morgan Poaty                |
| 35 | Lussemburgo (bandiera)     | C     | Christopher Martins Pereira |
| 40 | Francia (bandiera)         | P     | Yehvann Diouf               |

### Rosa 2017-2018
| N. |                          | Ruolo | Calciatore                |
| -- | ------------------------ | ----- | ------------------------- |
| 1  | Francia (bandiera)       | P     | Erwin Zelazny             |
| 2  | Francia (bandiera)       | D     | Jérémy Cordoval           |
| 4  | Venezuela (bandiera)     | D     | Oswaldo Vizcarrondo       |
| 6  | Francia (bandiera)       | C     | Karim Azamoum             |
| 7  | Francia (bandiera)       | C     | Rémi Walter               |
| 8  | Francia (bandiera)       | C     | Stéphane Darbion          |
| 9  | Corea del Sud (bandiera) | A     | Suk Hyun-jun              |
| 10 | Francia (bandiera)       | C     | Benjamin Nivet (Capitano) |
| 11 | Francia (bandiera)       | A     | Raphaël Cacérès           |
| 12 | Francia (bandiera)       | D     | Mathieu Deplagne          |
| 13 | Tunisia (bandiera)       | A     | Saîf-Eddine Khaoui        |
| 14 | Francia (bandiera)       | C     | François Bellugou         |
| 17 | Gabon (bandiera)         | D     | Johann Obiang             |
| 18 | Tunisia (bandiera)       | C     | Chaouki Ben Saada         |

| N. |                      | Ruolo | Calciatore              |
| -- | -------------------- | ----- | ----------------------- |
| 19 | Francia (bandiera)   | C     | Tristan Dingomé         |
| 20 | Benin (bandiera)     | A     | Jonathan Tinhan         |
| 22 | Martinica (bandiera) | D     | Christophe Hérelle      |
| 23 | Mali (bandiera)      | D     | Charles Traoré          |
| 24 | Francia (bandiera)   | D     | Jimmy Giraudon          |
| 25 | Francia (bandiera)   | A     | Mamadou Sissako         |
| 26 | Mali (bandiera)      | A     | Adama Niane             |
| 27 | Francia (bandiera)   | C     | Aloïs Confais           |
| 28 | Francia (bandiera)   | C     | Bryan Pelé              |
| 29 | Francia (bandiera)   | C     | Samuel Grandsir         |
| 30 | Francia (bandiera)   | P     | Mamadou Samassa         |
| 40 | Francia (bandiera)   | P     | Yehvann Diouf           |
|    | Francia (bandiera)   | D     | Khamis Digol N'Dozangue |